# H&K P11
HK P11は、ヘッケラー&コッホが開発した拳銃型の水中銃である。

## 歴史
1960年代、アメリカ海軍は水中ピストルの開発を開始し、1970年代初めにMk1水中防衛銃を採用した。同時期にソビエト連邦もSPP-1水中拳銃を開発しており、この流れを受けて西ドイツも自軍向けの水中銃の開発を開始することとなった。開発はヘッケラー&コッホが請け負い、1976年に完成、P11の制式名で採用された。すでにMk1を採用していたアメリカ海軍も、より軽量で、操作の単純なP11を追加採用した。
P11は機密に守られており、カタログに載ることはなく、ヘッケラー&コッホも採用国もその存在を明らかにすることはなかったが、1980年代にイタリアが行った演習で、誤ってP11を展示物に加えたことで一般に存在を知られることとなった。

## 設計
P11は先行のMk1とよく似ている。床井 (2020)は開発に際して、Mk1を開発したAAIおよびアメリカ海軍に接触し参考にしたと推測している。
P11は複数のバレルを束ねたペッパーボックスピストルの形態で、それぞれに弾薬を装填される5本の銃身を持つ。海水への対策として部材にポリマーを全面的に使用している。銃把の中に、電気発火のための、2個の9ボルト乾電池が納められる。5本の銃身はユニットになっており、容易に取り外すことができる。
弾丸は口径7.62 mm、全長36 mm、炭化タングステン製でライフル弾に近い形をしている。発射はピストン・プリンシプル式で、電気式発火で撃発される。5発の弾薬を発射した後、再装填はバレル・ユニットを交換することで行う。バレル・ユニットへの弾薬の装填は工場まで送り返さなければならない。

## 使用国
- デンマーク[12]
- フランス[12][8]
- ドイツ:ドイツ海軍精鋭フロッグマン[13]
- イスラエル[12][8]
- イタリア: イタリア海軍[8]、COMSUBIN[12]
- オランダ[12][8]
- ノルウェー[12][8]
- イギリス: 特殊舟艇部隊[8][14]
- アメリカ合衆国: 200丁が特殊作戦部隊のメンバーに支給された[5]。

## 参考書籍
- Southby-Tailyour, Ewen (2005). Jane's Special Forces Recognition Guide. New York: Collins. ISBN 0-00-718329-1
- 床井, 雅美「H&K P11 アンダーウォーターピストル」『Gun Professionals』、ホビージャパン、2020年9月、86-97頁。